# Wisselspanning

Wisselspanning met een effectieve waarde van 230 volt en een frequentie van 50 Hz. (een hele periode duurt 20 ms.)

Wisselspanning is een elektrische spanning die met een bepaalde frequentie wisselt van polariteit tussen de aansluitpolen. Dit in tegenstelling tot gelijkspanning, waarbij het potentiaalverschil tussen de polen constant is, zoals bij een batterij, of gelijkstroomvoeding.
Bij wisselspanning heeft de periode meestal een sinusvormig verloop, maar ook andere vormen zijn mogelijk, maar deze vinden voornamelijk toepassing binnen de wereld van de elektronica.
De elektrische energie die door het elektriciteitsnet wordt geleverd heeft in een groot deel van de wereld, waaronder heel Europa en Afrika, een frequentie van 50 Hz. In Noord-Amerika, delen van Zuid-Amerika en in een aantal Aziatische landen is de frequentie 60 Hz. Sommige Middeleuropese en Scandinavische spoorwegen gebruiken een frequentie van 16 2/3 of 16,7 Hz.

De twee symbolen die gebruikt worden om wisselspanning (AC) en gelijkspanning (DC) aan te duiden

Binnen een gesloten elektrisch circuit leidt wisselspanning tot een wisselstroom waarvan de richting “in fase” verandert met de wisselspanning. Wisselspanning wordt om deze reden aangeduid met de term AC (van het Engelse: Alternating Current), terwijl gelijkspanning wordt aangeduid met DC (Direct Current). Soms worden ook wel de symbolen gebruikt zoals hiernaast is weergegeven. Het symbool wordt dan achter de eenheid geplaatst, zoals bijvoorbeeld: 230 V~
Eén van de grote voordelen van wisselspanning ten opzichte van gelijkspanning is dat deze met behulp van een transformator eenvoudig omhoog of omlaag kan worden getransformeerd. Hierdoor kan o.a. het vermogen over lange afstanden onder hoogspanning worden gedistribueerd, met minder transportverliezen.
In de elektriciteitscentrale wordt wisselspanning in drie afzonderlijke fasen opgewekt, die onderling 120 graden in fase verschoven zijn. Dat wordt driefasespanning of draaistroom genoemd.
Een wisselspanning wordt opgewekt door een magneetveld te variëren binnen een spoel. Dit wordt toegepast bij dynamo's en generatoren, maar ook in microfoons.

## Effectieve waarde en piekspanning
De wisselspanning van het lichtnet is sinusvormig. Het verloop van de spanning in de tijd is:
{\displaystyle U_{t}=U_{\textrm {max}}\sin(2\pi ft)},
waarin {\displaystyle f} de frequentie is en {\displaystyle U_{\textrm {max}}} de piekspanning, de amplitude van de spanning. De piekspanning is hoger dan de effectieve waarde {\displaystyle U_{\textrm {eff}}} van de spanning. De effectieve waarde van een wisselspanning is gelijk aan de waarde van een gelijkspanning die eenzelfde hoeveelheid vermogen dissipeert in eenzelfde weerstand als de wisselspanning dat zou doen.
De relatie tussen {\displaystyle U_{\textrm {max}}} en {\displaystyle U_{\textrm {eff}}}, komt tot uitdrukking in de formule:
{\displaystyle U_{\textrm {max}}={\sqrt {2\ }}\ U_{\textrm {eff}}}
Daar de netspanning 230 V~ bedraagt, volgt daaruit dat de spanning varieert tussen de +325 V en -325 V.

## Toepassing
De belangrijkste reden voor het gebruik van wisselspanning is de mogelijkheid om deze met een transformator om te vormen tot een hogere of lagere spanning. Doordat bij hoge spanning de stroomsterkte kleiner is voor hetzelfde elektrisch vermogen, kunnen de transportverliezen die het gevolg zijn van de elektrische weerstand in een leiding, worden beperkt. Dat heet het joule-effect. Het verlies bij elektriciteitstransport is vooral van de stroomsterkte afhankelijk en niet van de spanning. Het door de weerstand van de elektriciteitsleiding opgenomen vermogen, dat in warmte wordt omgezet, is gelijk aan de weerstand vermenigvuldigd met het kwadraat van de stroomsterkte.
De spanning van het hoogspanningsnet wordt bij de centrale eerst omhoog getransformeerd en pas dicht bij de gebruiker omlaaggebracht naar een betrekkelijk veilige standaardspanning van 230 V. Dit gebeurt in de woonwijken in een transformatorhuisje. De industrie krijgt de elektriciteit op middenspanningsniveau, op 10 000 V aangeleverd. Een transformatorstation brengt deze spanning omlaag naar 230/400 V
Bij de grootschalige opwekking en distributie van elektriciteit worden altijd driefasespanning gebruikt. Dit is onder andere te zien aan de drie stroomvoerende draden aan hoogspanningsmasten. Meestal is er nog een vierde draad boven de drie hoogspanningsdraden aangebracht, deze is verbonden met de aarde en dient als bliksemafleider. De wisselspanning wordt getransformeerd door een transformator naar hoogspanning (bijvoorbeeld 230 kV) voor de distributie over grote afstanden en daarna weer omlaag getransformeerd (eerst naar bijvoorbeeld 50 kV en/of 10 kV en daarna tot 230 V) ten behoeve van de gebruiker. In België en Nederland worden dan drie fasen en de nul aan de gebruiker geleverd, met een spanning van 230 volt tussen de nul en elke fase, en 400 volt tussen de fasen onderling, en met een frequentie van 50 Hz. Alleen voor grote belastingen worden de drie fasen gebruikt (met speciale wandcontactdozen), dit wordt ook wel krachtstroom genoemd.

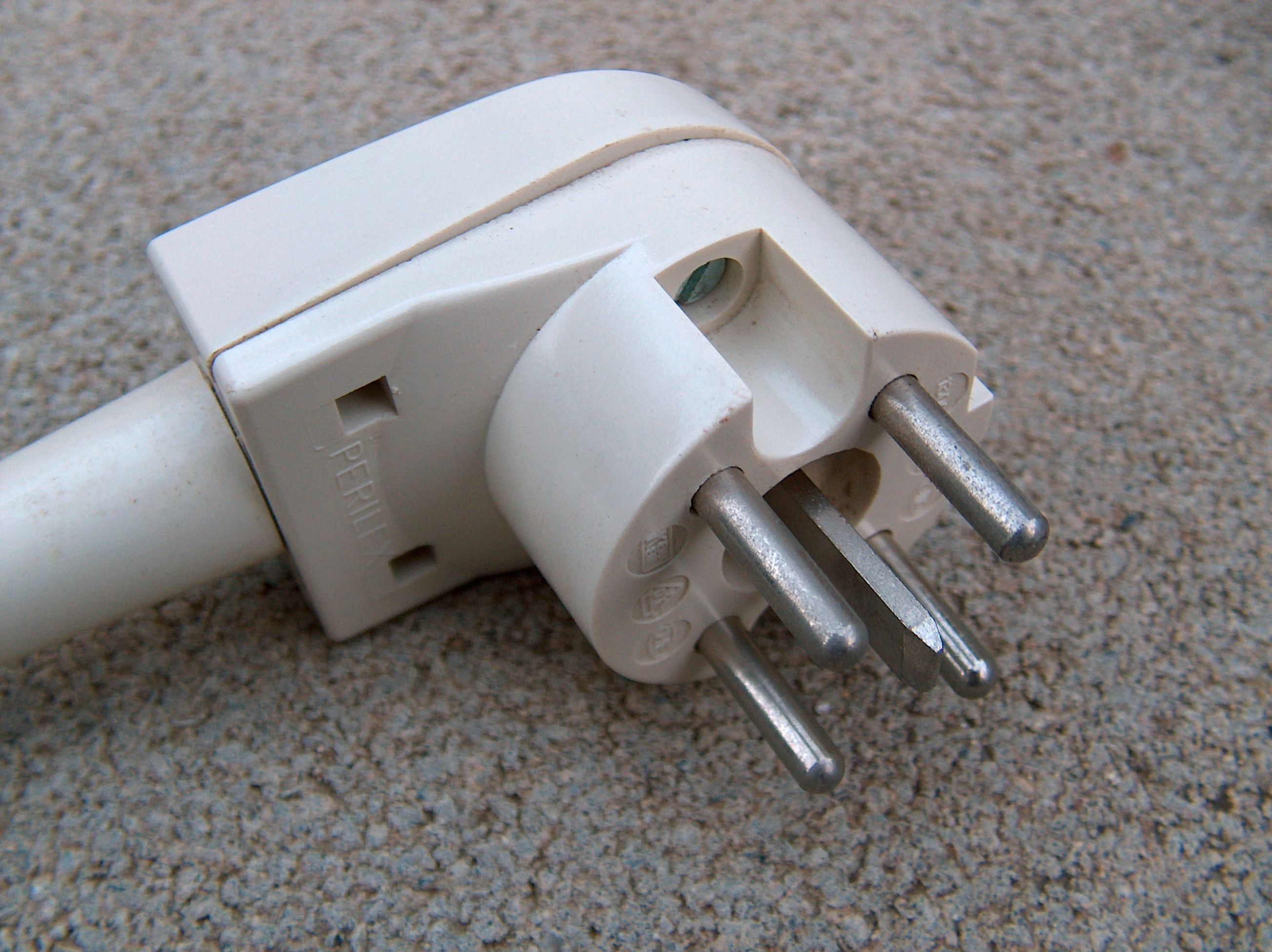
Perilex-stekker voor driefasenspanning

 De afbeelding toont een stekker met 5 polen: de 3 fasen, een nulgeleider en een (dikke) aardgeleider. De meeste aansluitpunten bieden alleen één fase en de nuldraad (voor 230 volt) met aardgeleider.
Op een elektrisch apparaat staat aangegeven op welk elektriciteitsnet het mag worden aangesloten, op welke spanning in volt en op welke frequentie in hertz. Tevens wordt het opgenomen vermogen in watt of voltampère (VA) vermeld of alleen de opgenomen stroom in ampère. Sinds enige tijd is het een Europees voorschrift, door alle EG-landen in hun eigen wetten opgenomen, om op het identificatieplaatje ook de maximale beveiligingsstroomsterkte te vermelden. Dit laatste dient om aan te geven dat er zich in het apparaat componenten bevinden die geen hogere nominale stroom mogen voeren. Denk hierbij aan dunne draden en kleine contacten, met name relaiscontacten.

### Spoorwegen
Historisch waren de meeste elektrische spoorwegen onder gelijkspanning, bv. 1500 V in Nederland en Zuid-Frankrijk en 3000 V in België en Italië; met de ingebruikname van hogesnelheidstreinen kwam echter veel hogere wisselspanning: 25 kV in de noordelijke helft van Frankrijk, in Luxemburg en op Belgische, Nederlandse, Spaanse en Italiaanse hogesnelheidslijnen, 15 kV in Duitsland, Zwitserland en Oostenrijk, enz.